# 剑苞水葱
剑苞水葱（学名：Schoenoplectus ehrenbergii）也称剑苞藨草，为莎草科水葱属下的一个种。